# Coleophora soffneriella
Coleophora soffneriella is een vlinder uit de familie kokermotten (Coleophoridae). De wetenschappelijke naam is voor het eerst geldig gepubliceerd in 1961 door Toll.
De soort komt voor in Europa.